# Terpsithéa (Le Pirée)
Pour l’article homonyme, voir Terpsithéa (Étolie-Acarnanie).
 (signalé en mai 2025).
Si vous disposez d'ouvrages ou d'articles de référence ou si vous connaissez des sites web de qualité traitant du thème abordé ici, merci de compléter l'article en donnant les références utiles à sa vérifiabilité et en les liant à la section « Notes et références ».
- Archive Wikiwix
- Bing
- Cairn
- DuckDuckGo
- E. Universalis
- Gallica
- Google
- G. Books
- G. News
- G. Scholar
- Persée
- Qwant
- (zh) Baidu
- (ru) Yandex
- (wd) trouver des œuvres sur Wikidata

Terpsithéa, en grec moderne : Τερψιθέα, aussi appelé Troúmba (Τερψιθέα), est l'un des quartiers les plus centraux du Pirée en Grèce.  Il prend son nom de la grande place homonyme située à l'intersection des deux rues les plus centrales du Pirée, celle des Héros de Polytechnique menant à Chatzikyriákio et celle de la 2e division menant directement du port central au port de Zéa. 